# Kościół w Lloret de Mar
Kościół parafialny św. Romy w Lloret de Mar − zabytkowy kościół w centrum Lloret de Mar, przy pl. Kościelnym.
Z powodu przesunięcia się centrum Lloret bliżej morza, na początku XVI wieku zdecydowano o budowie nowego kościoła, który przejmie funkcje dotychczasowej świątyni w głębi lądu. Kościół zbudowano między 1509 i 1522 rokiem jako świątynię jednowawową w stylu katalońskiego gotyku. Ponieważ w miejscu kościoła wcześniej składowano węgiel, świątynia była nazywana „Sa Carbonera”. Ponieważ wybrzeże było często najeżdżane przez muzułmańskich piratów i Turków, budowla pełniła częściowo funkcje obronne. Dzwonnica była otoczona przez mur z małą furtką, a wejście do świątyni było możliwe jedynie przez most zwodzony przerzucony nad głębokim rowem.
Kolejne części świątyni dobudowano w XVI i XVII wieku, nadając całości charakter mieszanki stylów gotyckiego i renesansowego. Na początku XX wieku zdecydowano o przebudowie kościoła, którą kierował Bonaventura Conill i Montobbio. Utrzymał on styl gotycki jako bazę, dodając do niego elementy modernistyczne. Wygląd kościoła nawiązuje do architektury bizantyńskiej i muzułmańskiej. Prace budowlane zaczęły się w 1914 roku, a w 1920 roku została ufundowana szkoła parafialna. Dziełem Conilla i Montobbio są także dwie modernistyczne kaplice z 1916 roku: Najświętszego Sakramentu i baptysterium. Pierwsza z nich z mozaikową kopułą jest wyróżnikiem architektonicznym budowli. Obok kościoła znajduje się budynek parafialny w stylu modernistycznym.
W 1936 roku, w czasie wojny domowej, kościół, jak większość budowli w mieście, został zniszczony, a jedyną ocalałą częścią była kaplica Najświętszego Sakramentu.